# Соколов, Дмитрий Дмитриевич (физик)
Дмитрий Дмитриевич Соколов (род. в 1949 году) — советский и российский физик, специалист в области математической физики, доктор физико-математических наук.

## Биография
Родился в 1949 году. Поступил на физический факультет МГУ в 1966 году. С 1972 года работает на кафедре математики физического факультета МГУ, сначала как аспирант, затем профессор, доктор физико-математических наук. Соколов является учеником Н. В. Ефимова, Э. Г. Позняка и Я. Б. Зельдовича. В 1983 г. защитил докторскую диссертацию «Поверхности в псевдоевклидовом пространстве», с 1995 г. — профессор кафедры математики физического факультета МГУ. С 2000 г. является профессором кафедры теории вероятностей механико-математического факультета МГУ. Совместно с С. А. Молчановым и В. Н. Тутубалиным Соколов участвовал в научных исследованиях по уравнениям математической физики со случайными коэффициентами. Он автор 6 монографий и более 450 печатных научных работ. Соколов является членом редколлегии журнала «Geophysical and Astronomical Fluid Mechanics», а также профессором ряда зарубежных университетов, в том числе университета Нью-Касла, университета им. Бен-Гуриона и Парижской обсерватории.
Ученики: К. М. Кузанян, В. М. Галицкий (en), М. Ю. Решетняк, М. Е. Артюшкова, Д. А. Грачев, Е. П. Попова, А. Голаников.
В 80-х годах Соколовым была развита теория генерации магнитных полей в движущихся космических средах в пределе очень высоких магнитных чисел Рейнольдса (быстрое динамо). Развивая этот раздел космической электродинамики, Соколов со своими учениками в девяностые годы построил асимптотическую теорию для описания динамо-волн, являющихся физической причиной 11-летнего солнечного цикла, а позже обобщил эти результаты для магнитных фронтов, движущихся в дисках спиральных галактик. Эта теория объединяет идеи метода ВКБ и теории контрастных структур.
Область научных интересов — электродинамика космических сред, теория магнитного динамо, физика случайных сред, геометрия, методы обработки результатов наблюдения в различных науках (астрономия, изотопная геохимия, ботаника).

## Основные публикации

### Книги
- Zeldovich Ya., Ruzmaikin A., Sokoloff D. Magnetic Fields in Astrophysics. — Gordon and Breach, New York, 1983.
- Ruzmaikin A., Shukurov A., Sokoloff D. Magnetic Fields of Galaxies. — Kluwer, Dordrecht, 1988.
- Zeldovich Ya. B., Ruzmaikin A. A., Sokoloff D. D. The Almighty Chance. — World Scientific, Singapore, 1991.
- Зельдович Я. Б., Рузмайкин А. А., Соколов Д. Д. Магнитные поля в астрофизике. — М. — Ижевск: Ин-т хаотической динамики, 2006.

### Избранные статьи
- Beck R., Ehle M., Shoutenkov V., Shukurov A., Sokoloff D. Magnetic fields as a unique tracer of shearing gas flow in a barred galaxy // Nature, 397, 324—327 (1999).